# Остророг
Остророг (пољ. Ostroróg) град је у Пољској у Војводству великопољском. По подацима из 2012. године број становника у месту је био 1983.

## Становништво
| 2012. |
| ----- |
| 1.983 |